# 唐崎 (高槻市)
唐崎（からさき）は、大阪府高槻市の町丁。住居表示町名は大字唐崎・唐崎北・唐崎中・唐崎西、唐崎南に分かれる。

## 地理
高槻市南部、旧三箇牧村の村域に位置しており、大字唐崎・唐崎北・唐崎中・唐崎西、唐崎南の5町名が割り当てられている。明治期以来府道139号線によって茨木市街と直通していることから、高槻市に帰属するものの生活圏は茨木市と密接な関係にある。大字唐崎は唐崎地区東部に位置する逆L字型の領域であり、その大部分が淀川の流域面、及び淀川河川公園である。淀川河川公園三矢地区の西部北側など淀川左岸の一部にまで出張っており、枚方市伊加賀西町と陸上で接する。大字唐崎北端には、鷺打橋が架かるほか、大字唐崎西端の一部を東海道新幹線の高架が南北に縦断する。その他、高槻市大塚町に東接、番田及び唐崎北に北接、唐崎北、唐崎中、唐崎南、西面北に西接、三島江に南接する。唐崎北は唐崎地区北部に位置しており、北東ー南西方向に走る大阪府道14号線が地区内中央部にある。地区内は田園の中に住宅や事業所が点在しており、東端は西大樋町、大字唐崎及び番田と、北端は芝生町と、西端は大阪府道16号線によって芝生町及び唐崎西と、南端は府道139号線によって唐崎中と接している。唐崎中は唐崎地区中部に位置しており、戸建て宅地街の中に虫食い状に田園が残る。唐崎中地区中心部には唐崎神社が鎮座しているほか、東海道新幹線の高架が地区中央を北東ー南西方向に縦断する。東端で大字唐崎と、南端で唐崎南と接するほか、西端で府道16号線によって唐崎西と隔てられている。唐崎西は唐崎地区西部にあり、その領域はネパール国旗を左右反転させたような二つの三角形を繋げた形状を呈している。北側に一丁目、南側に二丁目が位置しており、建設会社の事業所が複数見られるほか、新興住宅街が広がる。西端で牧田町、玉川及び茨木市白川と、南端で玉川地区と接する。唐崎南は唐崎地区南部にあり、大部分に田園が広がる地域である。その他、墓地や介護施設などが見られる。地区内中央部を東海道新幹線の高架が縦断する。西端は府道16号線によって玉川と、南端は水路によって三島江と隔てられている。

## 地名
- 大字唐崎
- 唐崎北1 - 3丁目
- 唐崎中1 - 4丁目
- 唐崎西1 - 2丁目
- 唐崎南1 - 3丁目

## 歴史

### 地名の由来
古代唐船が停泊した河岬に由来するという説や、渡来人が居住したことに由来するという説がある。辛崎とも書かれた。

### 中世
1492年（明応元年）、「後法興院記」12月3日条で、「家門寄進地社領摂州中牧内辛崎村事」と書かれたのが初見。1483年（文明15年）には、9月17日付の蓮如御文の記録より、蓮如が唐崎を経由して湯山に向かったことが知られる。また1339年（暦応2年）6月に記された貴志義氏軍忠状から、唐崎城があったことが知られる。

### 近世
江戸期から1889年（明治22年）まで、唐崎地域一帯は島上郡唐崎村に属していた。江戸期には高槻藩領であり、高槻藩高槻組に属した。鎮守は唐崎神社、のち隣村の三箇牧村にある三島鴨神社となった。また近世には河浜の唐崎浜に過書船の荷船問屋があり、大坂・伏見間の水上貨物輸送に従事していた。

### 近現代
- 1871年（明治4年） - 大阪府に属する。
- 1889年（明治22年）4月1日 - 西面村が町村制施行により近隣の西面村・三島江村・柱本村と合併し、三箇牧村が発足する。
- 1896年（明治29年）4月1日 - 郡の統廃合を受けて、帰属する郡が三島郡に変更となる。
- 1955年（昭和30年）4月3日 - 三箇牧村が高槻市に編入される。
- 1972年（昭和47年）6月1日 - 唐崎、芝生より唐崎北1-3丁目が、唐崎、西面より唐崎西1-2丁目及び唐崎南1-3丁目が、唐崎より唐崎中1-4丁目がそれぞれ設置される。

## 世帯数と人口
2024年（令和6年）3月31日現在（高槻市発表）の世帯数と人口は以下の通りである。
| 町丁         | 世帯数  | 人口    |
| ------------ | ------- | ------- |
| 大字唐崎     | X世帯   | X人     |
| 唐崎北一丁目 | X世帯   | X人     |
| 唐崎北二丁目 | X世帯   | X人     |
| 唐崎北三丁目 | 25世帯  | 40人    |
| 唐崎中一丁目 | 166世帯 | 313人   |
| 唐崎中二丁目 | 141世帯 | 311人   |
| 唐崎中三丁目 | 150世帯 | 301人   |
| 唐崎中四丁目 | 247世帯 | 503人   |
| 唐崎西一丁目 | 204世帯 | 440世帯 |
| 唐崎西二丁目 | 233世帯 | 461人   |
| 唐崎南一丁目 | 11世帯  | 26人    |
| 唐崎南二丁目 | 0世帯   | 0人     |
| 唐崎南三丁目 | 58世帯  | 103人   |

## 校区
2022年（令和4年）4月現在、市立小・中学校に通う場合、校区は以下の通りとなる。
| 番・番地等           | 小学校               | 中学校             |
| -------------------- | -------------------- | ------------------ |
| 西唐崎一丁目         | 高槻市立玉川小学校   | 高槻市立柳川中学校 |
| 上記地域を除いた全域 | 高槻市立三箇牧小学校 | 高槻市立第七中学校 |

## 事業所
2018年（平成30年）現在の経済センサス調査による事業所数と従業員数は以下の通りである。
| 町丁         | 事業所数 | 従業員数 |
| ------------ | -------- | -------- |
| 大字唐崎     | 8        | 133      |
| 唐崎北一丁目 | 5        | 54       |
| 唐崎北二丁目 | 9        | 187      |
| 唐崎北三丁目 | 16       | 190      |
| 唐崎中一丁目 | 6        | 29       |
| 唐崎中二丁目 | 7        | 41       |
| 唐崎中三丁目 | 13       | 263      |
| 唐崎中四丁目 | 18       | 81       |
| 唐崎西一丁目 | 12       | 167      |
| 唐崎西二丁目 | 13       | 238      |
| 唐崎南一丁目 | 3        | 66       |
| 唐崎南二丁目 | 8        | 117      |
| 唐崎南三丁目 | 5        | 105      |

## 主な施設

### 教育機関
- 清和保育園
- 青い風保育園

### 警察
- 大阪府警察交通機動隊高槻分駐所

### 消防
- 高槻市中消防署三箇牧出張所

### 農協
- JAたかつき唐崎支店

### 郵便局
- 高槻唐崎西郵便局

### 墓地
- 唐崎共同墓地
- 靖国墓地

### 事業所
- トーエイ物流高槻物流センター
- 北原組
- ニコニコオート
- カーショップファイン
- ドライベア
- エルゼ高槻営業所
- 港製器工業
- 山本商運
- テイサ産業大阪工場
- ユナイト大阪営業所
- 三坂工業

### 介護施設
- リヴェスタひろの
- 時創福祉会CoCoはうす

### 運動施設
- 高槻ゴルフ俱楽部
- テニスコミュニケーション高槻

### 橋脚
- 鷺打橋

### 寺社仏閣
- 唐崎神社
- 信楽寺

### 名跡・記念碑
- 唐崎過書浜跡
- 築堤・修堤記念碑

## 交通
地区内には、以下のバス停留所が設置されている。
- 高槻市営バス・京阪バス鷺打橋停留所
- 高槻市営バス・京阪バス唐崎停留所
- 高槻市営バス唐崎橋停留所
- 高槻市営バス唐崎西口停留所
- 京阪バス西唐崎停留所
- 高槻市営バス唐崎南停留所
- 高槻市営バス玉川口停留所

## その他

### 日本郵便
唐崎地区の郵便番号は以下の通りである。
- 大字唐崎：569-0834[5]
- 唐崎北：569-0831[6]
- 唐崎中：569-0832[7]
- 唐崎西：569-0836[8]
- 唐崎南：569-0833[9]